# Bering-tengeri partfutó
A Bering-tengeri partfutó (Calidris ptilocnemis) a madarak (Aves) osztályának lilealakúak (Charadriiformes) rendjébe, ezen belül a szalonkafélék (Scolopacidae) családjába tartozó faj.

## Rendszerezése
A fajt Elliott Coues amerikai ornitológus írta le 1873-ban, a Tringa  nembe Tringa ptilocnemis néven.

## Alfajai
- Calidris ptilocnemis couesi (Ridgway, 1880)
- Calidris ptilocnemis ptilocnemis (Coues, 1873)
- Calidris ptilocnemis quarta (Hartert, 1920)
- Calidris ptilocnemis tschuktschorum (Portenko, 1937)[2]

## Előfordulása
Az Amerikai Egyesült Államok nyugati és Oroszország keleti részén fészkel. Telelni délre vonul a Csendes-óceán partjaira. Eljut Japán, Kanada és Kína területre is.
Természetes élőhelyei a tundrák, sziklás tengerpartok, édes vizű területek.

## Megjelenése
Testhossza 23 centiméter.
|  |

## Természetvédelmi helyzete
Az elterjedési területe rendkívül nagy, egyedszáma viszont csökken, de még nem éri el a kritikus szintet. A Természetvédelmi Világszövetség Vörös listáján nem fenyegetett fajként szerepel.